# Patty Murray
Patricia Lynn Murray, znana jako Patty Murray (ur. 11 października 1950) – amerykańska polityk, senator ze stanu Waszyngton (wybrana w 1992 i ponownie w 1998, 2004, 2010, 2016 i 2022), członkini Partii Demokratycznej. 3 stycznia 2023 r. wybrana Przewodniczącą pro tempore Senatu Stanów Zjednoczonych.